# Шимунчевець
Шимунчевець (хорв. Šimunčevec) — населений пункт у Хорватії, у складі громади Загреба.

## Населення
Населення за даними перепису 2011 року становило 271 осіб.
Динаміка чисельності населення поселення:

## Клімат
Середня річна температура становить 10,34 °C, середня максимальна – 23,90 °C, а середня мінімальна – -5,26 °C. Середня річна кількість опадів – 915 мм.
| Клімат поселення                              | Клімат поселення | Клімат поселення | Клімат поселення | Клімат поселення | Клімат поселення | Клімат поселення | Клімат поселення | Клімат поселення | Клімат поселення | Клімат поселення | Клімат поселення | Клімат поселення | Клімат поселення |
| Показник                                      | Січ.             | Лют.             | Бер.             | Квіт.            | Трав.            | Черв.            | Лип.             | Серп.            | Вер.             | Жовт.            | Лист.            | Груд.            |                  |
| Середній максимум, °C                         | 6,38             | 7,87             | 11,85            | 16,08            | 20,83            | 23,90            | 22,67            | 22,20            | 18,33            | 13,40            | 8,17             | 4,45             |                  |
| Середня температура, °C                       | 0,56             | 2,06             | 6,03             | 10,26            | 15,01            | 18,07            | 19,81            | 19,34            | 15,46            | 10,55            | 5,30             | 1,58             |                  |
| Середній мінімум, °C                          | −5,26            | −3,76            | 0,22             | 4,44             | 9,19             | 12,27            | 16,97            | 16,48            | 12,60            | 7,68             | 2,45             | −1,28            |                  |
| Норма опадів, мм                              | 50               | 49               | 61               | 70               | 79               | 100              | 85               | 93               | 88               | 87               | 88               | 65               |                  |
| Середньомісячна швидкість вітру, м/с          | 1.88             | 2.06             | 2.42             | 2.33             | 2.20             | 1.99             | 1.90             | 1.77             | 1.77             | 1.84             | 1.94             | 1.92             |                  |
| Середньомісячна сонячна радіація, кДж/м²·день | 4142             | 6914             | 10477            | 14847            | 18970            | 20792            | 21640            | 18834            | 13934            | 8753             | 4598             | 3325             |                  |
| --------------------------------------------- | ---------------- | ---------------- | ---------------- | ---------------- | ---------------- | ---------------- | ---------------- | ---------------- | ---------------- | ---------------- | ---------------- | ---------------- | ---------------- |
| Джерело:                                      |                  |                  |                  |                  |                  |                  |                  |                  |                  |                  |                  |                  |                  |